# Conospermum amoenum
Conospermum amoenum (лат.) — кустарник, вид рода Коноспермум (Conospermum) семейства Протейные (Proteaceae), эндемик юго-западной Западной Австралии.

## Ботаническое описание
Conospermum amoenum — прямостоячий кустарник высотой до 1,0 м и шириной до 1,5 м. Листья линейные, 9-17 мм длиной, 0,5-1 мм шириной. Соцветие — колос, состоящий из 4-8 цветков. Цветёт с июля по октябрь, образуя бело-голубые цветки. Плод — орех 1,75-2 мм длиной, 2-2,5 мм шириной, рыжевато-золотистый опушённый; волоски по окружности 1-1,5 мм длиной, ржаво-золотистые; центральный пучок до 5 волосков, 1,75-2 мм длины.

## Таксономия
Впервые этот вид был официально описан ботаником Карлом Мейснером в 1845 году в работе Иоганна Георга Кристиана Лемана Proteaceae. Plantae Preissianae.
Существует два признанных подвида:
- Conospermum amoenum amoenum;
- Conospermum amoenum cuneatum.

## Распространение и местообитание
Conospermum amoenum — эндемик Западной Австралии. Встречается на холмах и возвышенностях из железняка в южной части региона Уитбелт в Западной Австралии, где растёт на песчаных или песчано-глинистых почвах, часто содержащих латеритный гравий.